# Wärtsilä
Wärtsilä  (pronunciación en finés: /ˈʋærtsilæ/) es una empresa finlandesa que fabrica y presta servicios a centrales eléctricas y diferentes equipos en los mercados marino y energético. Los productos principales de Wärtsilä incluyen tecnologías para el sector energético, incluidas las centrales eléctricas de gas, combustible múltiple, combustible líquido y biocombustible y sistemas de almacenamiento de energía; y tecnologías para el sector marítimo, incluidos sistemas para cruceros, transbordadores, buques pesqueros, comerciantes. Barcos, buques de la marina, buques especiales, remolcadores, yates y buques de alta mar. Las capacidades de diseño de barcos incluyen transbordadores, remolcadores y embarcaciones para los segmentos de pesca, mercante, costa afuera y especiales. Las ofertas de servicios incluyen servicios en línea, servicios subacuáticos, servicios de turbocompresores y también soluciones para los mercados marítimo, energético y de petróleo y gas. A fines de diciembre de 2020, la empresa empleaba a más de 17 800 trabajadores.
Wärtsilä tiene cuatro negocios principales: soluciones de energía enfocadas en el mercado de la energía, soluciones de potencia marina, enfocada en la gestión de la energía a bordo, sistemas marinos y gestión de la navegación o viajes. Wärtsilä tiene ubicaciones en 70 países y opera a nivel mundial.
La compañía ha manifestado su intención de transformarse de un fabricante de equipos a una empresa de Smart Marine y Smart Energy, tras las adquisiciones de compañías como Transas, Greensmith, Guidance Marine y MSI, y la creación de Centros de Aceleración Digital en Helsinki, Singapur, Europa Central, y América del Norte.

## Historia

### Orígenes
Wärtsilä fue  establecida como aserradero. En 12 de abril de 1834, el gobernador del condado de Karelia del Norte aprobó la construcción de un aserradero en el municipio de Tohmajärvi, Gran Ducado de Finlandia, Imperio Ruso. El aserradero fue adquirido por el industrial Nils Ludvig Arppe, quien construyó herrajes en las instalaciones. En 1898, la empresa pasó a llamarse Wärtsilä Ab.

### Motores diésel
En 1938 comenzó a facricar motores diésel cuando Wärtsilä firmó un acuerdo de licencia con Friedrich Krupp Germania Werft AG en Alemania. El primer motor diésel se fabricó en Turku, Finlandia, en noviembre de 1942. Durante las décadas siguientes se puso más énfasis en la fabricación de motores diésel y de gas con las adquisiciones de la empresa sueca NOHAB en 1978, la francesa Société Alsacienne de Constructions Mécaniques (SACM) y la neerlandesa Stork-Werkspoor en 1989.
En 1997, Wärtsilä absorbió la productora de motores diésel New Sulzer Diesel (NSD), que había sido creada por Sulzer en 1990.

### Motores híbridos
En 2020, Wärtsilä hizo planes para suministrar soluciones de motores híbridos para Finnlines.

## Galería

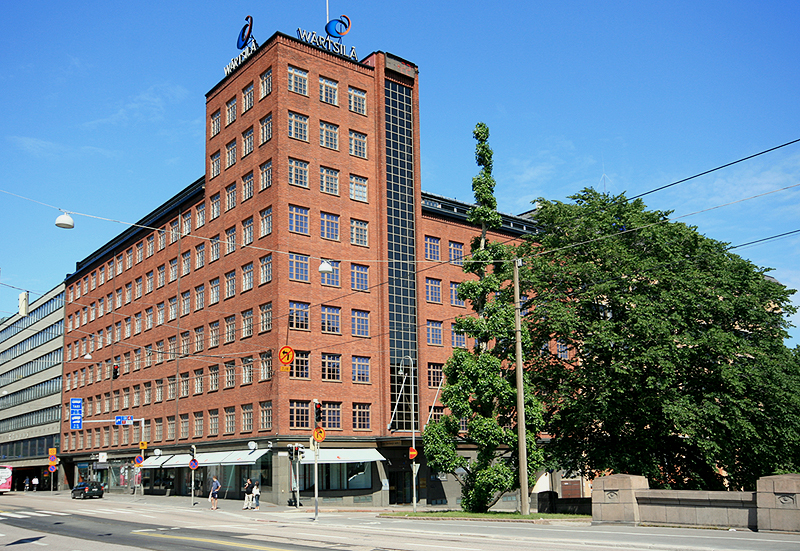
Sede Helsinki
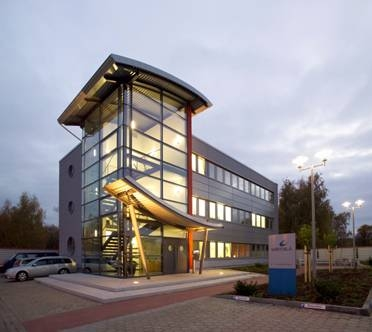
Oficina de Hamburgo
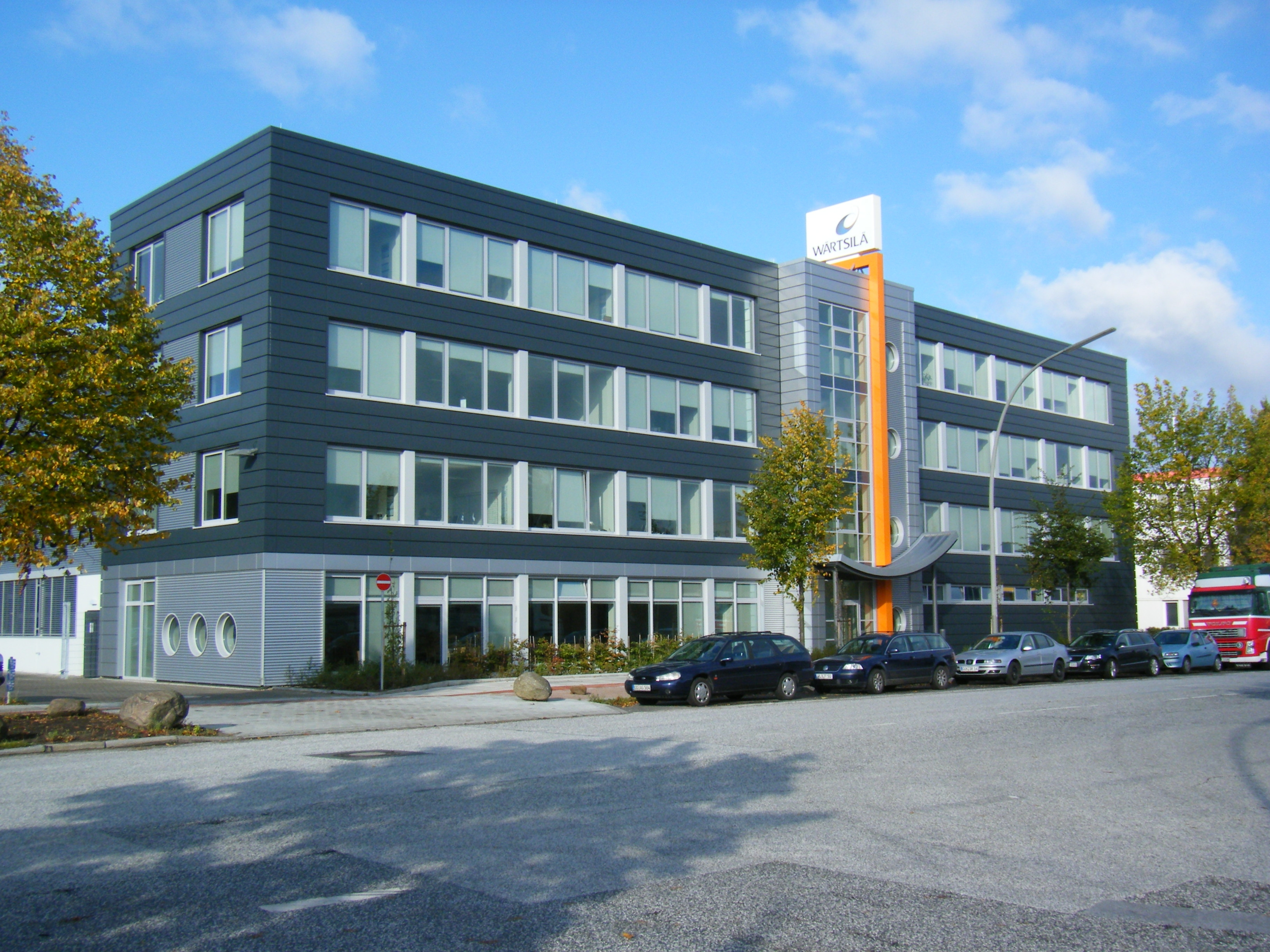
Oficina Hamburgo
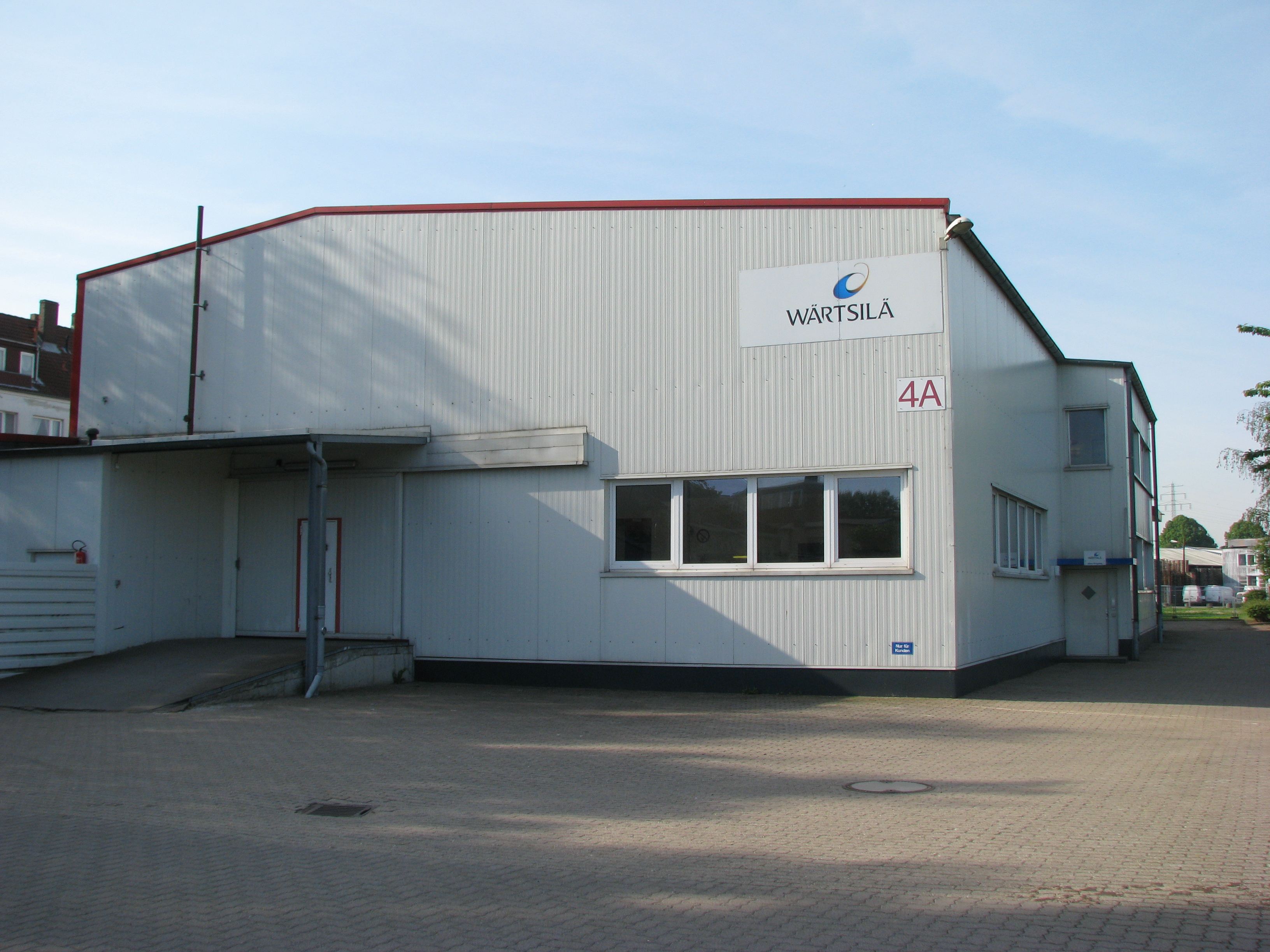
Oficina en Hamburgo
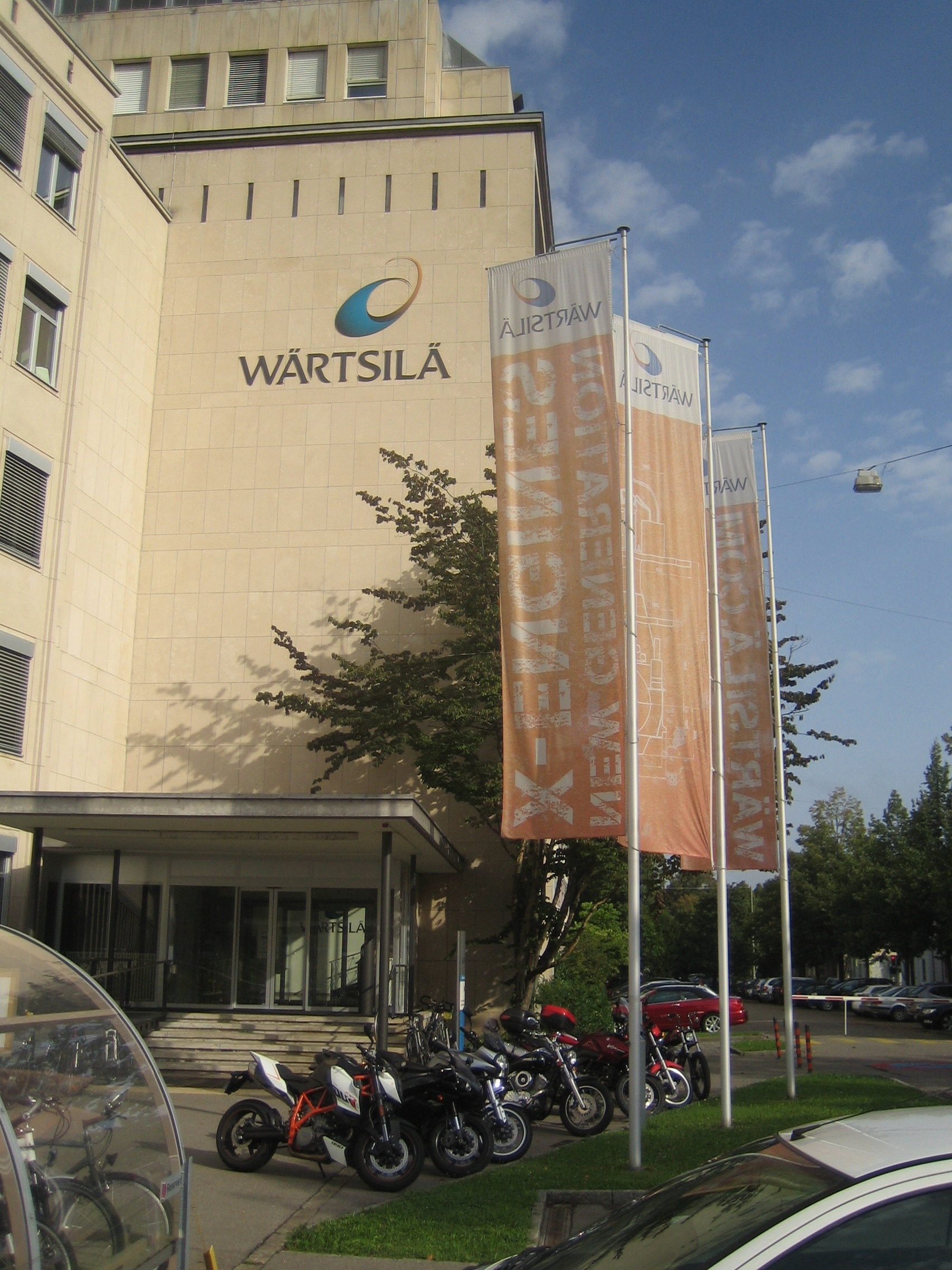
Oficina en Winterthur